# Landshövding

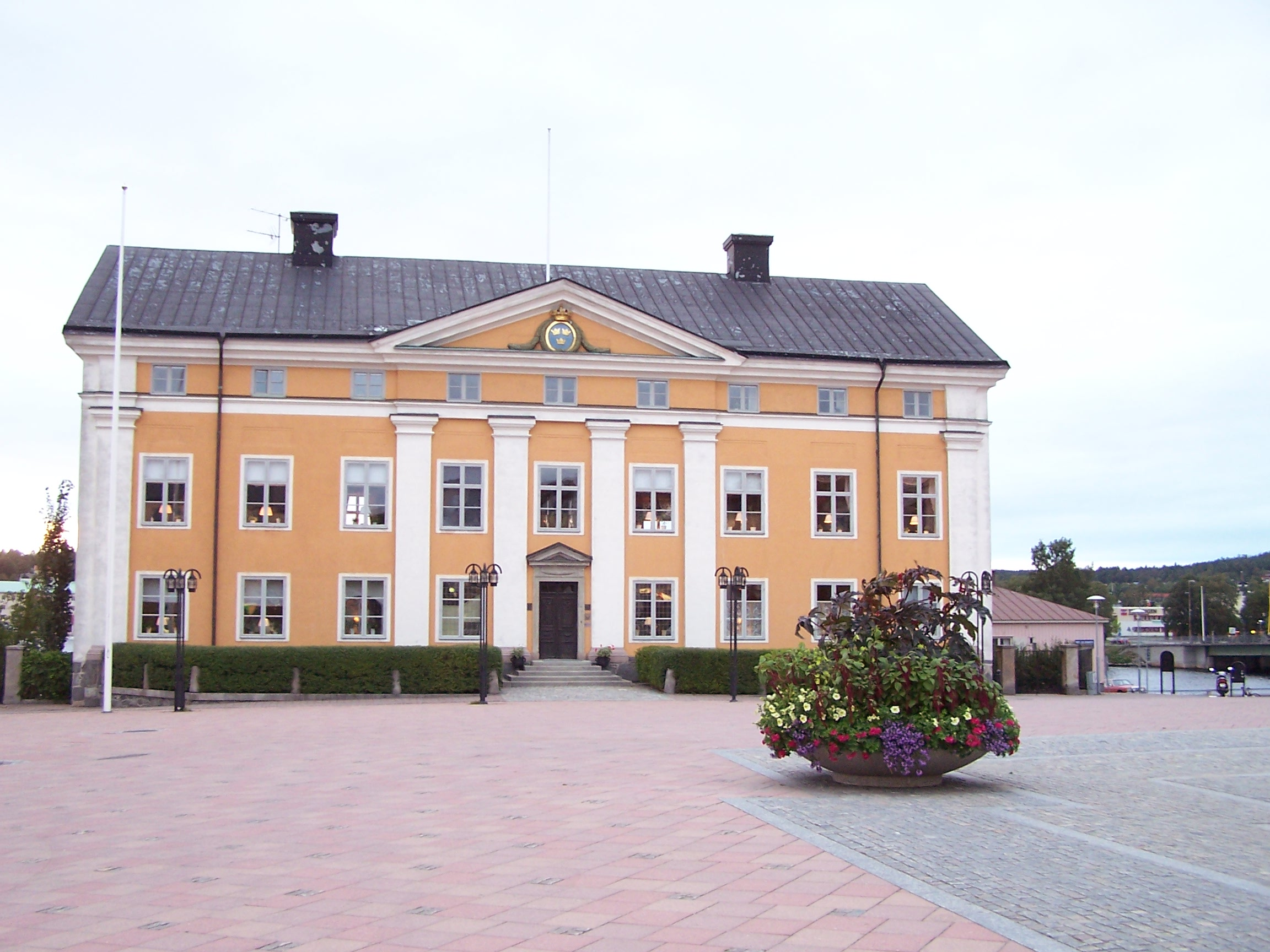
De residentie van de landshövding in Härnösand, in Västernorrlands län

De landshövding is in Zweden de vertegenwoordiger van de centrale overheid in de Län (provincies) van het land. De landshövding heeft een eigen residentie in de hoofdstad van de provincie. Die hoofdstad wordt in Zweden aangeduid als residensstad.
Tot 1958 werd de functie aangeduid als Kunglig Majestäts befallningshavande.